# Urén (Michoacán)
Urén es una localidad del estado mexicano de Michoacán. Es parte del municipio de Chilchota.

## Toponimia
El nombre «Urén» proviene de los términos en purépecha: uri, punta o nariz; en, lugar. Su significado es «En la punta».

## Demografía
| Gráfica de evolución demográfica |
|                                  |

| Censo | Población |
| ----- | --------- |
| 1900  | 337       |
| 1910  | 362       |
| 1921  | 307       |
| 1930  | 369       |
| 1940  | 350       |
| 1950  | 376       |
| 1960  | 501       |
| 1970  | 685       |
| 1980  | 784       |
| 1990  | —         |
| 2000  | 1217      |
| 2010  | 1387      |
| 2020  | 1611      |